# プレゼント (岡田有希子のアルバム)
『プレゼント』（英語: Present）は、2015年9月16日にリリースされた、岡田有希子のベスト・アルバム。岡田が生前にリリースした4枚のスタジオ・アルバム未収録曲を集めたコンピレーション・アルバムである。

## 概要
岡田のアルバム再発売企画として、生前にリリースしたスタジオ・アルバム『シンデレラ』『FAIRY』『十月の人魚』『ヴィーナス誕生』とともに、5枚同時に再発売されたものである。
本作はこれらのオリジナル・アルバム未収録作を集めた新編集のアルバムとなる。
過去にも岡田のベスト・アルバムやCD-BOXは発売されてきたが、オリジナル・アルバム単位では初の再発売となり、それぞれボーナストラックとして、シングルB面曲が追加収録された。シングルレコードサイズの紙ジャケット仕様で、LPレコードのジャケットデザインや帯、歌詞カードなども忠実に再現された。また同時に、ハイレゾ音源も配信開始されている。
アルバムタイトル『プレゼント』は、過去に発売された岡田のベスト・アルバムのタイトル『贈りもの』（『贈りものIII』までリリース）にちなむもので、ジャケット写真は、1985年12月のベスト・アルバム『贈りものII』の写真が再利用されている。

## 規格品番
規格品番は以下のとおり。
2015年版
- UHQCD：PCCA-50216

## 収録曲
1. -Dreaming Girl- 恋、はじめまして
  - 作詞・作曲：竹内まりや　編曲：萩田光雄
2. 気まぐれTeenage Love
  - 作詞・作曲：竹内まりや　編曲：萩田光雄
3. Believe In You[注釈 2]
  - 作詞：吉沢久美子　作曲：梅垣達志　編曲：萩田光雄
4. 二人だけのセレモニー[注釈 3]
  - 作詞：夏目純　作曲：尾崎亜美　編曲：松任谷正隆
5. Summer Beach
  - 作詞・作曲：尾崎亜美　編曲：松任谷正隆
6. 星と夜と恋人たち
  - 作詞：吉沢久美子　作曲：MAYUMI　編曲：松任谷正隆
7. Love Fair
  - 作詞・作曲：かしぶち哲郎　編曲：松任谷正隆
8. 二人のブルー・トレイン
  - 作詞：竹内まりや　作曲：杉真理　編曲：松任谷正隆
9. 小羊NOTE
  - 作詞：康珍化　作曲：山川恵津子　編曲：大村雅朗
    - デビュー前に最初にレコーディングされた楽曲。『贈りものII』収録。
10. 花のイマージュ
  - 作詞・作曲・編曲：かしぶち哲郎
11. 秘密のシンフォニー
  - 作詞：麻生圭子　作曲：大貫妙子　編曲：かしぶち哲郎